# Mercedes-Benz klasy C SportCoupé
Mercedes-Benz klasy C SportCoupé – samochód osobowy typu hatchback klasy kompaktowej produkowany przez niemiecki koncern Mercedes-Benz w latach 2000–2008. W 2008 roku przeszedł gruntowną modernizację, przy okazji której zmieniono nazwę na CLC.

## Opis modelu

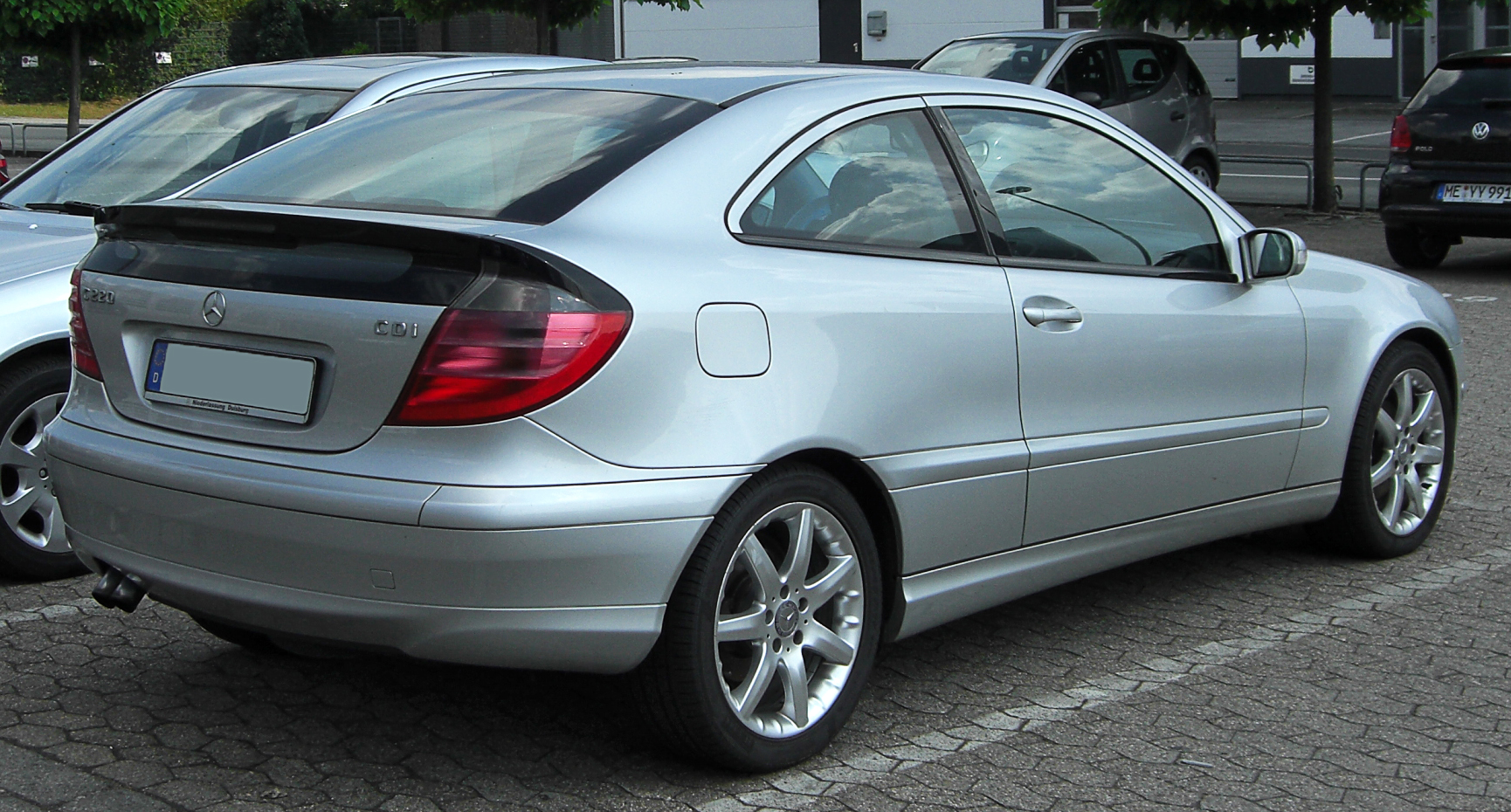
Mercedes-Benz klasy C SportCoupé - tył

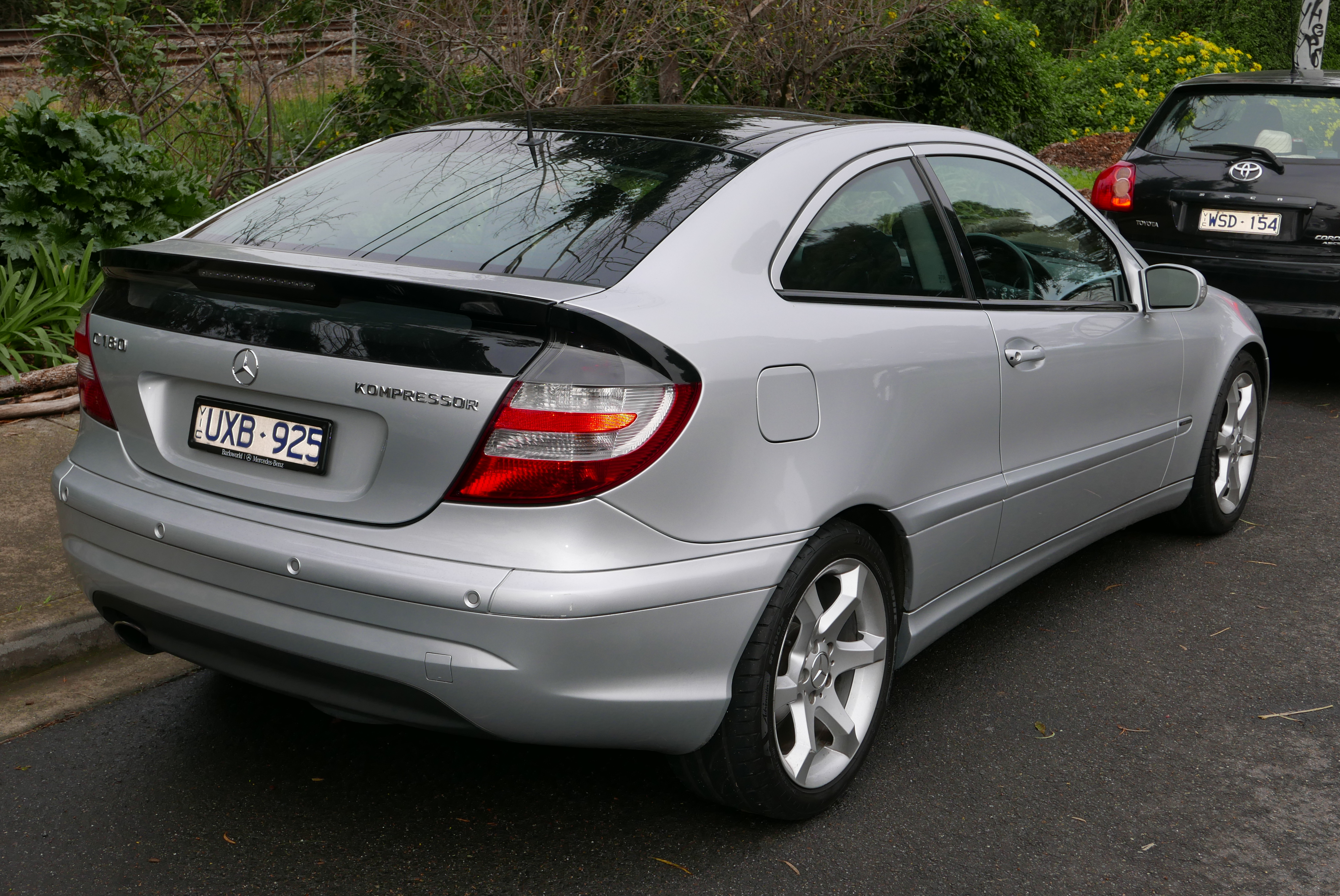
Mercedes-Benz klasy C SportCoupé po liftingu

Samochód oznaczony kodem fabrycznym CL203 przedstawiono po raz pierwszy w październiku 2000 roku jako odpowiedź Mercedesa na BMW serii 3 Compact i jednocześnie pierwszy kompaktowy samochód marki w historii. Podobnie do konkurenta, samochód przyjął formę kompaktowego hatchbacka opartego na bazie większego modelu – w tym przypadku drugiej generacji klasy C. Klasa C SportCoupé wyróżnia się atrapą chłodnicy z umieszczonym nań logo, lekko opadającą linią dachu oraz tylną szybą, którą dzieli na pół spojler. Samochód, pomimo plasowania w niższym segmencie, ma taki sam rozstaw osi, jak bazowy sedan.
Klasa C SportCoupé oferowana była także na rynku północnoamerykańskim i australijskim, a według wewnętrznych badań marki przeprowadzonych w ostatniej fazie produkcji w 2008 roku – aż 40% nabywców samochodu po raz pierwszy kupowało jednocześnie samochód marki Mercedes. Samochód pozostał w produkcji de facto aż do 2011 roku - przedstawiony bowiem w 2008 roku model CLC był tylko zmodernizowanym wariantem z inną nazwą.